# Андрейковцы
Андре́йковцы (укр. Андрійківці) — село в Хмельницком районе Хмельницкой области Украины.
Население по переписи 2001 года составляло 599 человек. Почтовый индекс — 31355. Телефонный код — 3822. Занимает площадь 1,44 км². Код КОАТУУ — 6825080301.

## Местный совет
31355, Хмельницкая обл., Хмельницкий р-н, с. Андрейковцы, ул. Ленина, 18